# ヴォイツェック

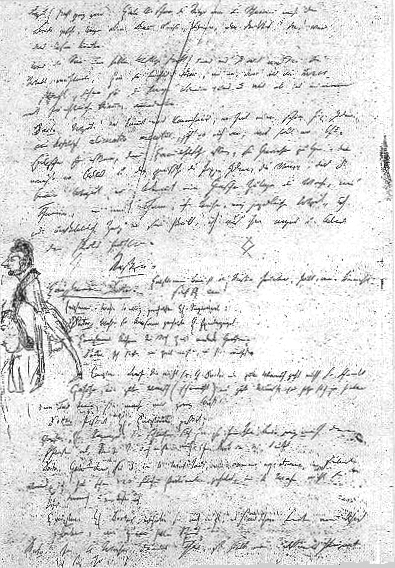
『ヴォイツェック』草稿

『ヴォイツェック』（Woyzeck）は、1835年頃に執筆されたゲオルク・ビューヒナーによる未完の戯曲。実際に起こった殺人事件をもとに、下級軍人ヴォイツェックが、浮気をした情婦のマリーを刺殺する情景を描いている。ビューヒナーの生前は発表されず、死後40年を経てカール・エミール・フランツォースにより原稿が復元され日の目を見ることになった。草稿にはそれぞれ執筆時期の違う断片的な30の場面が描かれており、決定稿・未定稿の区別や場面配列もはっきりしない。このため編纂者の解釈によって場面配列が異なっている。アルバン・ベルクのオペラ『ヴォツェック』の原作としても知られる。

## 素材
作品の素材は、1821年にライプツィヒでおこったヨハン・クリスティアン・ヴォイツェック（作中ではフランツ・ヴォイツェック）による殺人事件である。41歳の下級軍人であったヴォイツェックは、6月21日の夜、5歳年上の愛人ヨハンナ・ヴォースト（作中ではマリー）が他の軍人と密会したことから彼女と諍いを起こし、持っていた短刀で彼女を刺殺してその晩のうちに逮捕された。しかし逮捕の前後の言動などからヴォイツェックの精神異常の疑いが持たれ、2年にわたる拘留の間に当時としては異例なほど詳細な精神鑑定書が作成された（史実のヴォイツェックはその後犯罪責任能力が認められ死刑を受けている）。この鑑定書は1824年に、ビューヒナーの父がその同人であった医学雑誌『Henkes Zeitschrift für Staatsarzneikunde』に掲載されており、この鑑定書が作品の直接の資料になったと考えられている。

## テクスト
作者ビューヒナーが1837年に急逝したため、作品は発表の機会もなく未完のまま残された。遺稿は断片的であったため、作者の死後も長いあいだ発表されず、1850年に出版されたビューヒナーの最初の著作集にも収録されなかった。その後ビューヒナーの未発表の草稿が残されていることを伝え聞いた作家・編集者のカール・エミール・フランツォースが、遺族から草稿を借り受け、ほとんど判読不能になっていた原稿に化学処理を施して解読し、1875年10月に『メーア・リヒト』第1号にて初めて発表、1879年に『ヴォイツェック』をふくむビューヒナーの作品集を出版した。なお難読のために題名および主人公の名である「ヴォイツェック（Woyzeck）」は当初「ヴォツェック（Wozzeck)」と考えられており、1920年にヴィトコウスキーによる遺稿集が出版されるまでは「ヴォツェック」と表記されていた。このためオペラでは現在も『ヴォツェック』と表記されている。
フランツォースによって復元された草稿群は大きく分けて3つのブロックに分けられる。初稿と考えられる第1のブロックは21センチ×31センチほどの大きさの2つ折り用紙5枚であり、このうち20ほどの場面が書き込まれている2枚は男の名がルイ、女の名前がマルグレートとなっていて、ほかの3枚では男の名がフランツ・ヴォイツェック、女の名がルイーズになっている。2つ目のブロックは16.8センチ×21センチ四つ折の用紙1枚であり、ほかの場面とまったく関連をもたない2場面（後述の15および補遺の3）が書き込まれている。第3のブロックは浄書と考えられる16．4センチ×20．6センチの四つ折用紙6枚で、他のブロックとある程度重なる17の場面が描かれている。これらの草稿は現在ヴァイマルのゲーテ・シラー記念館に保存されている。

## 主な登場人物

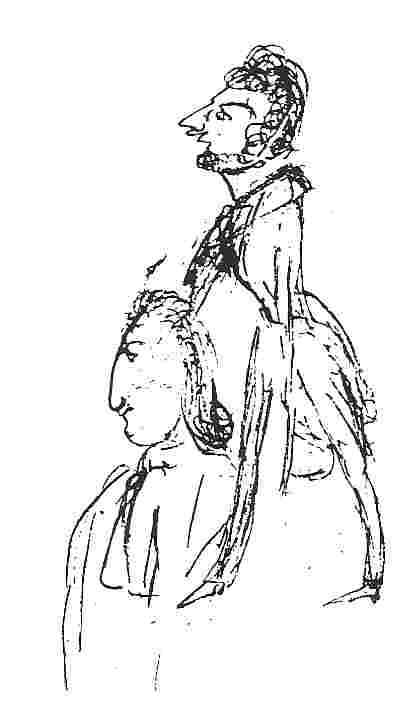
草稿の端に書かれた人物のスケッチ

フランツ・ヴォイツェック
兵卒。作中では30代。特に広野の場面で精神異常を思わせる言動をし、頭のなかで響く奇妙な声に促されて情婦マリーを刺殺する。
マリー
ヴォイツェックの情婦。ヴォイツェックとの間にクリスティアンのという名の男の子をもうけている。鼓手長と姦通し罪の意識に苛まれるが、やがてヴォイツェックによって殺害される。
アンドレース
兵卒。ヴォイツェックの同僚。広野の場面でヴォイツェックとともに現れ、彼の奇妙な言動を目にするがほとんど取り合わない。
中隊長
大尉。ヴォイツェックの上司。ヴォイツェックに髭をそらせて彼をからかう。
医師
ヴォイツェックを雇っている医師。彼にインゲン豆だけの食事をさせるという人体実験を行なっている。
鼓手長
マリーの浮気相手。
カール
阿呆。マリーの部屋におり、クリスティアンをあやす。

## 場面
日本語訳『ゲオルク・ビューヒナー全集』および『ヴォイツェック ダントンの死 レンツ』に従い、以下の場面はフリッツ・ベルゲマン校訂新版（1949年）をもとに配列している。各場面は非常に短い。
1. 大尉の家。大尉が椅子に腰掛けて、ヴォイツェックに髭を剃らせながら語りかける。
2. 広野。ヴォイツェックとアンドレースが藪の中で隊長のために枝を切っている。アンドレースは民謡を口ずさみ、ヴォイツェックは地面や空から不思議な兆候を感じ取り「フリーメーソン」のしわざだと話す。
3. 町（マリーの部屋の前）。マリーと隣人のマルグレートが窓際から軍楽隊を目にする。軍楽隊の先頭には鼓手長がいる。ヴォイツェックがやってきて2，3の言葉を交わし、ふたたび軍に戻っていく。
4. 見世物小屋。ヴォイツェックとマリーが小屋の前で見世物の口上を聞き、小屋の中に入っていく。このときマリーの様子を鼓手長が見止める。
5. 見世物小屋内部。口上役がろばを引き回して芸を見せる。
6. マリーの部屋。マリーは子供を膝に乗せ、鼓手長がくれたらしいイヤリングを鏡に映してみている。ヴォイツェックが背後からやってきて、マリーはあわててイヤリングを隠しごまかす。
7. 医者の家。医者はヴォイツェックが道端で小便をして、検便ができなくなったことに怒るが、その後ヴォイツェックが幻覚の症状を訴えたことを面白い症例だとして喜ぶ。
8. マリーの部屋。鼓手長が訪れてマリーとじゃれあう。
9. 街路。大尉と医者が連れ立って歩き、大尉は不調を訴える。そこでヴォイツェックと出会い3人で会話する。
10. マリーの部屋。ヴォイツェックがマリーを訪れ、罪悪だ、罪悪だと言い立てる。
11. 衛兵所。ヴォイツェックがアンドレースに落ち着かない心持を断片的に語る。
12. 居酒屋。マリーと鼓手長が一緒に踊っており、その様子を窓からヴォイツェックが盗み見ている。ヴォイツェックは、もっとやれ、もっとやれと独白したのち失神する。
13. 広野。ヴォイツェックがもっとやれ、もっとやれと繰り返し、やがて「刺し殺せ」という声を聞く。
14. 兵営。ヴォイツェックとアンドレースが一つのベッドで寝ている。ヴォイツェックは幻聴のために眠れないことをアンドレースにこぼす。
15. 医者の家の中庭。医者が学生たちの前でヴォイツェックの症例を見せる。
16. 兵営の中庭。ヴォイツェックとアンドレースとの短い会話。ヴォイツェックは短刀の夢をみたことを話す。
17. 居酒屋。ヴォイツェックと鼓手長が居合わせ、格闘になる。ヴォイツェックは組み伏せられ血まみれになる。
18. 古道具屋。ヴォイツェック、迷ったすえにナイフを購入する。
19. マリーの部屋。マリーがひとりで聖書を読み、罪の意識に苛まれる。傍らで子供のクリスティアンが阿呆のカールと遊んでいる。
20. 兵営。ヴォイツェックは自分の荷物をかき回し、もういらないといってアンドレースに次々と持ち物をやる。
21. 街路。老婆が子供たちに、不気味な童話を語って聞かせる。その童話では主人公の子供以外みんな死んでしまって、子供は絶望していまでも一人ぼっちで泣いているという。戸口の前でヴォイツェックがマリーと会い、彼女を連れて行く。
22. 森の小道。ヴォイツェックがマリーと言葉を交わした後、彼女をめった刺しにする。
23. 居酒屋。ヴォイツェックがケーテという女性とともに民謡を歌う。その後周囲の人々に腕に血が付いていることを発見され、外へ走り去る。
24. 森の小道。ヴォイツェック、置きっぱなしにしていた短刀を探し出し、泉の中に投げ捨て、自分も水の中に入っていく。
25. 森の小道。人々がやってきて水音を聞く。

ベルゲマン版では以下の三景を補遺として配列からはずしている。
1. 街路。子供たちがマリーの死について話す。
2. 森の小道。刑吏、医者、判事ら。立派な人殺しだ、と言う刑吏の科白のみ。
3. マリーの部屋。ヴォイツェックがやってきて子供をあやすが、子供は泣き出す。ヴォイツェックはカールに竹馬を買うようにと金を渡し、カールは子供を抱いて走り去る。

## 上演
『ヴォイツェック』の初演は1913年、ビューヒナーの生誕100年を記念して、ミュンヘンのレジデンツ劇場にてオイゲン・キリアン（Eugen Kilian）演出、アルベルト・シュタインリュック（de:Albert Steinrück）主演で行なわれた。この演出による上演は1919年まで20回ほど行なわれており、1915年までには他に3例の演出で上演が行なわれている。第一次世界大戦後にはすでにドイツ現代劇における重要なテクストと見なされるようになっており、特にマックス・ラインハルト演出、オイゲン・クレプファー（de:Eugen Klöpfer）主演による上演（1921年、ベルリン、ドイツ劇場初演）は大きな反響を呼び、20年代には多くの演出の元で盛んに上演が行なわれた。またキリアン演出による上演を見ていたアルバン・ベルクはその後オペラ『ヴォツェック』を制作し、1925年12月にエーリヒ・クライバーの指揮によりベルリン国立オペラにて初演が行なわれている。この4週間後にはマンフレート・グルリット作曲によるオペラもブレーメンで上演されている。
第二次世界大戦中は『ヴォイツェック』の上演は稀になったが、終戦の直後『ヴォイツェック』は再び舞台にかけられるようになり、すでに1945年にはライプツィヒでハンス・シューラー（de:Hans Schüler）演出で、またシュトゥットガルトではフレッド・シュレール（Fred Schroer）よる演出で上演が行なわれている。以降『ヴォイツェック』は独立系の劇場や市民劇場、学生劇団にいたるまで好んで取り上げられ新たな演出が試みられており、2000年までの演出例は420例を数える。2000年11月にはロバート・ウィルソン（en:Robert Wilson (director)）がトム・ウェイツの作曲によるミュージカルをコペンハーゲンのベティ・ナンセン劇場の舞台にかけており、日本でも客演が行なわれた。

## 映画
『ヴォイツェック』はこれまでに12度の映画化が試みられている（テレビ映画を含む）。最初に映画化したのはゲオルク・クラーレン（de:Georg Klaren）であり、すでに1930年には映画化の構想を持っていたが、実現したのは第二次大戦後であった（タイトルは『ヴォツェック』）。ヴォイツェックはクルト・マイセル（de:Kurt Meisel）が演じており、枠物語として本編の前後に大学の解剖学室でヴォイツェックの死体を前にしたビューヒナーが映し出されている。この作品は表現主義の映画として高い評価を得たが、マルクス主義的な傾向のためまもなく上演が差し止められ、1958年に西ドイツで上演されるまで日の目を見ないままだった。
その後に作られた映画のなかでは1979年のヴェルナー・ヘルツォーク監督、クラウス・キンスキー主演による『ヴォイツェク』が特によく知られている。